# Ubaldo Comandini
Ubaldo Comandini (Cesena, 25 marzo 1869 – Roma, 1º marzo 1925) è stato un avvocato, pubblicista e politico italiano, più volte deputato e ministro per il Partito Repubblicano Italiano.

## Biografia
Ubaldo Comandini nacque in una famiglia di tradizioni risorgimentali. Un suo zio, Federico Comandini (1815-1893), aveva partecipato ai moti rivoluzionari in Romagna nel 1831, combattuto nel 1849 contro gli austriaci in difesa della Repubblica romana, preso parte ai moti mazziniani nel 1853 e fu poi arrestato, torturato e condannato a prigione perpetua, prima di esser liberato, nel 1865.
Cresciuto alla fede repubblicana, Ubaldo Comandini si laureò in giurisprudenza all'Università di Bologna e si dedicò allo studio delle questioni sociali; scrisse su giornali e riviste. Fu sindaco di Cesena per lunghi anni e consigliere provinciale. Curò in modo particolare gli istituti di cultura, per i quali la sua città fu citata a modello. La sua figura ha segnato la storia di Cesena nel primo novecento.
Massone, fu tra coloro che diedero vita alla loggia "Rubicone" di Cesena nel 1899. I documenti della loggia stessa attestano che ne fece parte sicuramente fino al 1911. Votò in favore della mozione Bissolati per il divieto dell'insegnamento religioso nella scuola primaria..
Nel 1900, Comandini venne eletto deputato nella XXI legislatura, nel collegio di Cesena, nelle liste dell'Estrema sinistra storica e si iscrisse al gruppo parlamentare del Partito Repubblicano Italiano; venne confermato per altre tre legislature, sino al 1921.
Interventista convinto, si arruolò volontario nella prima guerra mondiale, insieme ai figli Giacomo e Federico, pur essendo ormai quarantaseienne.
Dal giugno 1916 all'ottobre 1917 fece parte del Governo Boselli, come ministro senza portafogli e, dal febbraio 1918 all'aprile 1919 fu Commissario generale nel Governo Orlando, occupandosi, in entrambi i casi, di opere di propaganda e di assistenza di guerra.